# 増東軌道
増東軌道（ぞうとうきどう）は、現在の宮城県名取市内で1926年（大正15年）から1939年（昭和14年）まで営業した軌道路線およびその運営会社である。
現・名取市内を東西に通る宮城県道129号閖上港線に沿って、名取郡増田町の国鉄東北本線・増田駅（現・名取駅）から東に向かい、同郡東多賀村の閖上までの6km弱の軌道線を保有したが、バスとの競合に敗れ、開業から10年程で廃止された。会社はバス会社「増東自動車」となり、のち仙台市交通局に統合された。

## 歴史
平安時代からの集落とされる閖上は、安土桃山時代には少なくとも98戸の規模になっていた。慶長2年 - 6年（1597年 - 1601年）、阿武隈川河口部の亘理郡荒浜から名取川河口部の名取郡閖上まで、仙台湾に沿って木曳堀（現・貞山運河の一部）が開削され、慶長6年から本格化した仙台城造営および城下町建設に必要な物資が「阿武隈川 - 木曳堀 - 名取川 - 広瀬川」という河川交通を経由して運ばれた。閖上はこの物流経路において大量の材木・米・砂金が集散する重要な結節点となり、江戸や九州からも船が集まった。しかし、仙台城およびその城下町そして若林城およびその城下町という広瀬川沿いの大規模な都市建設事業が終わり、また、北上川改修によって東北太平洋岸海運の拠点港となった石巻、あるいは、七北田川改修と運河・道路・蔵の整備で仙台との物流経路が整備された塩竈に外港の地位が移ったため、17世紀後半には閖上の船運の拠点性は失われた。それでも仙台藩直轄の港として漁業は発達したため、江戸時代を通じて町場が形成されていた。明治3年 - 5年（1870年 - 1872年）、閖上から七北田川河口部の宮城郡蒲生まで、仙台湾に沿って新堀（現・貞山運河の一部）が開削され、閖上は蒲生や塩竈といった物流拠点と運河系でつながれることになった。
| 高舘丘陵 | 高舘村 （431戸） | 増田町 （580戸） | 東多賀村 （570戸） | 仙台湾 |
| 高舘丘陵 | 愛島村 （373戸） | 館腰村 （461戸） | 下増田村 （277戸） | 仙台湾 |
| 高舘丘陵 | 仙台平野         |                  |                    | 仙台湾 |

一方の増田村では、慶安3年（1650年）に駅（うまや）が設置され、元禄6年（1693年）頃までに奥州街道の宿場「増田宿」が形成された。1888年（明治21年）には、増田宿の西側を通る日本鉄道（現・JR東日本東北本線）に増田駅（現・名取駅）が開業した。
明治後期になると、閖上・七ヶ浜・荒浜等で底引網漁業が発達し、動力船の導入、他県船の出入港の増加などが始まった。大正初頭には宮城県に「三河打瀬」（打瀬網漁）と呼ばれる漁法も伝わり、閖上を初めとする仙台湾の漁港は連日大量の水揚げを記録した。大正期を通じて打瀬網漁業は全盛となり、大量の魚をさばくため魚問屋が閖上を構成する5つの町（上町・中町・下町・新町・中島丁）ごとに設置された。漁業で景気のいい閖上では1920年（大正9年）頃に日和山をより大きく造り変えている。また、かつて閖上は増田よりやや小さい集落規模だったのが、閖上が増田を大きく凌駕するようになった。
江戸時代から増田と閖上は街道で結ばれていたが、陸上交通で広域とつながる増田と、水上交通で広域とつながる閖上とをより効率的に結びつけることを企図して、両者の間に軌道を敷設する計画がこの機に生まれた。
1923年（大正12年）8月13日、増田と閖上の有力者らによりに軌道敷設願いが提出された。しかし、同年9月1日に大正関東地震（関東大震災）が発生すると、1924年（大正13年）3月に軌道敷設特許が下付されたものの、震災不況により資本金30万円が集まらず、やむなく工事施行を延期したうえ資本金を9万円に変更した。総株数の9分の1を閖上が負担することになり、1926年（大正15年）3月に工事着工し、同年11月21日より開業した。
| 高舘丘陵 | 高舘村 （3,633人） | 増田町 （4,528人） | 閖上町 （7,201人）   | 仙台湾 |
| 高舘丘陵 | 愛島村 （3,249人） | 館腰村 （3,381人） | 下増田村 （2,450人） | 仙台湾 |
| 高舘丘陵 | 仙台平野           |                    |                      | 仙台湾 |

当軌道に建設許可が出る直前の1924年（大正13年）1月18日、関東大震災で被災した東京市電の代替として、東京市がバス事業を開始した（円太郎バス）。すると、全国にバス事業が広まり始め、日本はモータリゼーションの時代に突入した。1930年代になると、各地でバスとの競合に敗れて5-20年程度の短い営業期間で廃止となる軽便鉄道や軌道線が次々現れた。
距離も短く平坦な閑散路線であった当軌道も、必然的にバス路線との競合にさらされた。のちには自社でも路線バスを兼業するようになり、軌道の不採算化も著しかったことから1930年代末に廃止に至った。
なお、1997年（平成9年）に当該路線は仙台市営バスから宮城交通の運行に代わり、仙台市営バス閖上出張所は廃止。2007年（平成19年）10月1日、宮城交通名取営業所の路線はミヤコーバス名取営業所の路線に移管された。その後2011年（平成23年）3月11日に東日本大震災が発生、津波により閖上地区は大きな被害を受ける。2013年（平成25年）4月1日より、ミヤコーバス路線廃止に伴い、名取市民バス「なとりん号」（桜交通が受託運行）に転換された。

### 年表
- 1888年（明治21年）10月11日：日本鉄道（現・JR東北本線）に増田駅（現・名取駅）が開業。
- 1889年（明治22年）4月1日：町村制施行に伴い、現・名取市にあたる地域に増田、東多賀、下増田、館腰、愛島、高館の6か村が置かれる。
- 1896年（明治29年）6月30日：増田村が町制施行して増田町となる。
- 1923年（大正12年）8月13日：増田 - 閖上間の軌道敷設願いを提出。
- 1924年（大正13年）3月11日：軌道敷設特許が下付される[12][13]。
- 1925年（大正14年）7月27日：増東軌道株式会社設立[12][14]。
- 1926年（大正15年）11月21日：増田 - 閖上開業 (5.9km)[12]。所要は全区間で25分程度であった。
- 1928年（昭和3年）4月1日：東多賀村が町制施行して閖上町となる。
- 1929年（昭和4年）：閖上町に閖上港開設。
- 1937年（昭和12年）：この時点で1日の運転本数は16往復。
- 1939年（昭和14年）9月19日：路線廃止[15]。実際にはこれより早く軌道の営業を終了していた可能性[† 8]があるが詳細不明。
- 1943年（昭和18年）11月20日：後身である増東自動車が仙台市に買収されて会社解散。車庫は仙台市営バス閖上出張所となる。

## 路線

### 路線データ
- 路線距離（営業キロ）：5.9km
- 軌間：762mm
- 複線区間：なし（全線単線）
- 電化区間：なし（全線非電化）

### 駅一覧
増田駅 - 町裏駅 - 下余田駅 - 円満寺駅 - 若宮駅（→多賀社前駅） - 高柳駅 - 小塚原駅 - 閖上駅
- 今尾 (2008) にもとづく

#### 駅の位置
増田駅
北緯38度10分25.6秒 東経140度52分59.9秒 / 北緯38.173778度 東経140.883306度
町裏駅
北緯38度10分20.6秒 東経140度53分26.9秒 / 北緯38.172389度 東経140.890806度
下余田駅
北緯38度10分27.0秒 東経140度54分11.8秒 / 北緯38.174167度 東経140.903278度
円満寺駅
北緯38度10分29.8秒 東経140度54分29.8秒 / 北緯38.174944度 東経140.908278度
若宮駅
北緯38度10分34.0秒 東経140度54分54.5秒 / 北緯38.176111度 東経140.915139度
高柳駅
北緯38度10分40.0秒 東経140度55分29.2秒 / 北緯38.177778度 東経140.924778度
小塚原駅
北緯38度10分45.7秒 東経140度56分14.5秒 / 北緯38.179361度 東経140.937361度
閖上駅
北緯38度10分45.4秒 東経140度56分40.4秒 / 北緯38.179278度 東経140.944556度

### 接続路線
- 増田駅：鉄道省東北本線（増田駅、現・名取駅）

## 輸送・収支実績
| 年度             | 輸送人員（人） | 貨物量（噸） | 営業収入（円） | 営業費（円） | 営業益金（円） | 雑収入（円） | 雑支出（円）           | 支払利子（円） |
| ---------------- | -------------- | ------------ | -------------- | ------------ | -------------- | ------------ | ---------------------- | -------------- |
| 1926（昭和元）年 | 11,759         | 1,492        | 1,706          | 1,470        | 236            |              | 雑損5,680              | 171            |
| 1927（昭和2）年  | 133,159        | 4,956        | 25,663         | 18,170       | 7,493          | 567          |                        | 2,076          |
| 1928（昭和3）年  | 185,614        | 1,037        | 29,636         | 20,853       | 8,783          | 自動車203    | 自動車工事費573        | 3,933          |
| 1929（昭和4）年  | 191,224        | 616          | 26,346         | 22,381       | 3,965          | 自動車1,680  |                        | 4,021          |
| 1930（昭和5）年  | 139,057        | 413          | 20,296         | 16,901       | 3,395          | 自動車324    | 雑損2,167              | 3,538          |
| 1931（昭和6）年  | 103,744        | 146          | 14,395         | 12,509       | 1,886          |              | 自動車38               | 3,485          |
| 1932（昭和7）年  | 93,229         | 88           | 13,206         | 12,069       | 1,137          |              | 自動車352              | 2,940          |
| 1933（昭和8）年  | 90,857         | 95           | 12,297         | 11,475       | 822            |              | 自動車192、償却金7,089 | 1,541          |
| 1934（昭和9）年  | 88,974         | 105          | 12,718         | 10,547       | 2,171          | 自動車742    | 建設工事評価損3,477    | 2,436          |
| 1935（昭和10）年 | 86,011         | 104          | 12,289         | 10,520       | 1,769          | 自動車368    |                        | 1,373          |
| 1936（昭和11）年 | 80,269         | 139          | 11,579         | 10,746       | 833            |              | 自動車37               | 563            |
| 1937（昭和12）年 | 94,621         | 178          | 12,517         | 11,607       | 910            | 自動車970    |                        | 1,242          |

- 鉄道統計資料、鉄道統計より

## 車両
在籍した車両はガソリンカー3両、客車2両、貨車3両であった。当初、ガソリン機関車導入を計画していたが、実際には22人乗りの小型ガソリンカーを導入し、客車や貨車もこれで牽引した。
これはガソリンカーとしてはもっとも原始的な単端式（片一方のみに運転台があり、終点では蒸気機関車同様に転車台で方向転換する）で、日本における初期のガソリンカーメーカーの一つである零細企業・丸山車輌が製造した4輪木造車である。エンジンは最大20PSのフォードT形であり、きわめて低出力の簡素な車両であった。長さはわずか5mほどで非常に小さかったが、当時のバスは定員10人内外だったので、それよりは輸送力があった。
ガソリンカーは開業時2両、さらに翌1927年（昭和2年）に1両が製造されたのみであり、増東軌道の動力車は、営業期間を通じてこれら3両で済まされた（のちエンジン換装が行われたと見られるが詳細不明）。
実は増東軌道の路線認可では、車両の幅は6フィート（約1.8m程度）に決められていたのであるが、開業に当たってメーカーから納入された車両（1号、2号の2両）は最大幅6フィート8インチ（2m強）であった。図面を見た許認可当局から「どういうことなのか」と問われたため、メーカーと口裏を合わせ、5フィート6インチ幅に改造したと（書類上だけ）報告し、実際は幅広のままで使っていた。
開業翌年に増備した3号については、さすがに規則通りの6フィート未満で製造された。しかしそれに続いて新製しようとした客車について、またしても6フィート8インチで設計申請を行ってしまい、ガソリンカー1号・2号と同様な悶着の末、再び「書類だけ」6フィート未満にして済ませてしまったという。
この幅員の件であるが、戦前は軌道については許認可権が道府県にあり、また車両増備に際しても実車チェックがほとんどなく、専ら書類審査のみで、中央官庁の厳しい審査があまり入らなかった。ゆえにこのような脱法行為があちこちの軌道で行われていた。それどころか許認可なしで勝手に新製・改造した「モグリ車両」さえ多数存在しており、増東軌道も開業当初からモグリのボギー客車を保有していたようである。
廃線後、客車2両が九十九里鉄道に譲渡された。その後1両が九十九里の幼稚園に譲渡され、さらに個人が所有している。